# Quebrada de Chañaral
Quebrada de Chañaral är ett periodiskt vattendrag i Chile.   Det ligger i regionen Región de Atacama, i den centrala delen av landet, 500 km norr om huvudstaden Santiago de Chile.
Omgivningen kring Quebrada de Chañaral är i huvudsak ett öppet busklandskap och området är nästan obefolkat, med mindre än två invånare per kvadratkilometer.